# Faris Haroun
Faris Haroun (22 de setembro de 1985) é um futebolista belga, que atua como meia-atacante. 

## Carreira
Haroun integrou o elenco da Seleção Belga de Futebol, que competiu nos Jogos Olímpicos de Verão de 2008, ele marcou um gol nesta edição. 

## Títulos
Royal Antwerp
- Campeonato Belga: 2022–23
- Copa da Bélgica: 2019–20, 2022–23